# 460. artilerijski bataljon Slovenske vojske
460. artilerijski bataljon Slovenske vojske (kratica: 460. AB) je artilerijski bataljon Slovenske vojske; bataljon je nastanjen v vojašnici Postojna.

## Zgodovina
Bataljon je bil ustanovljen leta 1996.

## Razvoj
- 46. topniški divizion SV
- 460. artilerijski bataljon SV (1996 - )

## Poveljstvo
Poveljnik
- major Slavko Harc (2005-2008)
- podpolkovnik Dragan Paukovič (2008-2011)
- major Boštjan Novak (2011- )

## Organizacija
- Poveljstvo bataljona
- 1. Artilerijska baterija
- 2. Artilerijska baterija

## Oprema
- havbice TH 155/45 mm TN 90.